# 瓦尔海姆 (莱茵兰-普法尔茨州)
瓦尔海姆（德語：Wahlheim，發音：[ˈvaːlˌhaɪm]）是德国莱茵兰-普法尔茨州阿尔蔡-沃尔姆斯县的市镇，总面积3.27平方千米，2023年12月31日总人口为598人。